# Demografía de Cantabria
Según el Instituto Nacional de Estadística, en 2013 Cantabria tenía una población de 591 888 habitantes (equivalentes al 1,26 % de la población total de España), superando demográficamente hablando a una única comunidad autónoma, La Rioja (323 609), y a las dos ciudades autónomas, Ceuta (84 180) y Melilla (83 679) (ver tabla). En cuanto a provincias, ocupaba el 28.º puesto entre las 50 provincias de España (ver tabla).
En 2011 tenía una densidad de población de 111,1 habitantes/km² y una esperanza de vida al nacer de 84,09 años: 82,11 años para los varones y 86,07 años para las mujeres. Siendo la esperanza de vida en España según el Instituto Nacional de Estadística de 80,3 años de media: 78,94 para los hombres y 84,91 para las mujeres.
Comparada con otras regiones españolas, Cantabria no ha experimentado altas tasas de inmigración, puesto que en 2007 el 4,7 % de su población era inmigrante mientras que en el mismo año en el total de la población española el 9,93 % era inmigrante. Los principales países de origen de dichos inmigrantes son Colombia, Rumania, Ecuador, Perú, Moldavia y Marruecos por este orden.
Las principales poblaciones cántabras se encuentran en la zona litoral, destacando dos ciudades, la capital cántabra, Santander, con 177 123 habitantes y Torrelavega, como segundo núcleo urbano e industrial de Cantabria, con una población de 54 827 habitantes. Ambas ciudades forman una conurbación, denominada área metropolitana de Santander-Torrelavega. El resto del poblamiento en Cantabria se encuentra concentrado en localidades costeras o no muy alejadas de la costa, disminuyendo el grado de concentración demográfica según nos alejamos de ésta. Los valles del interior y del sur se caracteriza por su baja densidad de población, con algunas excepciones en núcleos urbanos del interior como Los Corrales de Buelna o Reinosa.

## Poblamiento del territorio y movilidad demográfica

Mapa municipal de Cantabria con sus núcleos de población.

Desde una perspectiva geodemográfica en Cantabria los fenómenos más relevantes son el aumento de la movilidad geográfica de la población, el mayor grado de integración de sus espacios rurales, el creciente y acelerado proceso de periurbanización, la transformación de las estructuras agroganaderas, la despoblación de las áreas de montaña así como de los valles interiores del sur, el proceso de urbanización acelerado y, finalmente, el desarrollo de un sector terciario fundamentado en el comercio y los servicios. Asimismo, factores como el largo proceso de industrialización de la región, la mejora de las comunicaciones dentro de esta y con el exterior y la tendencia creciente y acelerada hacia la concentración de la población en los espacios urbanos y costeros más accesibles y mejor comunicados han afectado a la demografía, economía y calidad de vida en Cantabria, provocando fuertes desequilibrio intrarregionales.
Esta variabilidad hace que actualmente la región presente un territorio desarticulado. El modelo industrial y urbano tradicional heredado de siglos pasados ha favorecido y fomentado el dinamismo de los espacios de la comarca costera (central y oriental fundamentalmente) en contraposición a los valles del interior, a excepción del valle del Besaya, que representan la periferia regresiva. Es en este último caso, y a medida que el tamaño de la entidad de población disminuye, cuando la crisis demográfica más se acentúa, favorecida por una falta de dotación de servicios (en especial educativos), problemas de accesibilidad y sensación de aislamiento, dificultades para el matrimonio, la falta de oportunidades laborales, etc.
Por otro lado en Cantabria el proceso de urbanización sigue un patrón claro, extendiéndose desde los núcleos urbanos más importantes —Santander y Torrelavega—, hacia los espacios periféricos inmediatos, dando lugar a procesos conurbanos y de periurbanización a lo largo de los grandes ejes de transporte por carretera, que consolidan y aceleran progresivamente este proceso. Este esquema se empieza a perfilar en la década de 1950 y ha persistido hasta la actualidad, acelerándose en los últimos veinte años. La gran comarca costera de La Marina es donde se concentran las grandes industrias, las iniciativas turísticas y los grandes equipamientos y las infraestructuras de transporte y comunicaciones. La agrupación de la población en esta franja supone el 80 % sobre el total regional, lo que da lugar a uno de sus elementos más definitorios; el continuo urbanizado. En él se integran y confunden entidades municipales distintas, con flujos constantes entre núcleos de población y un intenso tráfico rodado de vehículos. 

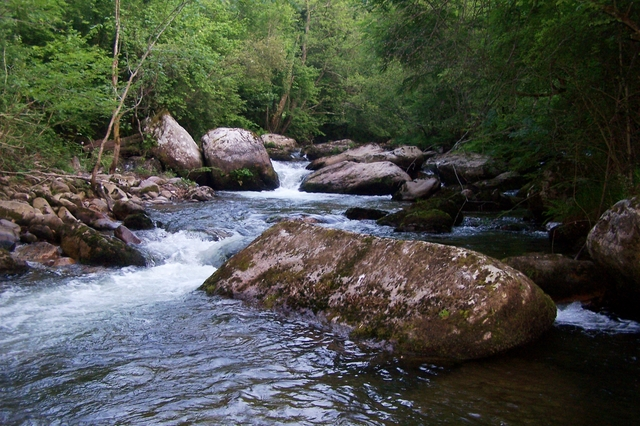
El río Besaya se une a las aguas del Saja a la altura de la localidad de Ganzo, dentro del municipio de Torrelavega.

Sobre esta red urbana basculan los valles interiores de La Montaña próximos a La Marina. Valles que están articulados por sus principales ejes fluviales: los ríos Nansa, Saja-Besaya, Pas-Pisueña, Miera, Asón y Agüera. Son espacios bien conectados con los grandes ejes de comunicación de la región, y no tanto en las comunicaciones transversales. Debido a la orografía los núcleos de población se localizan concentrados y compactos en los valles occidentales, mientras que el poblamiento es mucho más laxo y diseminado en los valles orientales. Son entidades de escaso tamaño cuya localización ha estado condicionada por los ejes fluviales, al igual que la red de comunicaciones. 
El máximo grado de dispersión se alcanza en los montes pasiegos, donde los condicionantes del medio físico han tenido un escaso peso como factor determinante a la hora de explicar las formas de organización territorial, traducidas en una ocupación sistemática del espacio, con el prado y la cabaña como elementos paisajísticos característicos.
No obstante hay que señalar que en las últimas décadas estos condicionantes físicos han pasado a un segundo lugar frente a los componentes económicos. Factores como el desarrollo industrial o turístico de la comarca costera de Cantabria son claves a la hora de explicar los importantes desequilibrios que existe en estos valles frente a La Marina, lo que ha propiciado la sangría demográfica ya señalada.
En el caso de la comarca meridional de Campoo y los Valles del Sur, la organización de su sistema de asentamientos rurales se asemeja más a la de las comarcas septentrionales castellanas que a la de la España atlántica. Así, su topografía más suave, su marcada vocación agroganadera, la ocupación del territorio en núcleos que concentran la población y su dispersión regular en el espacio la señalan como una de las áreas de más marcada personalidad geográfica de la región. 

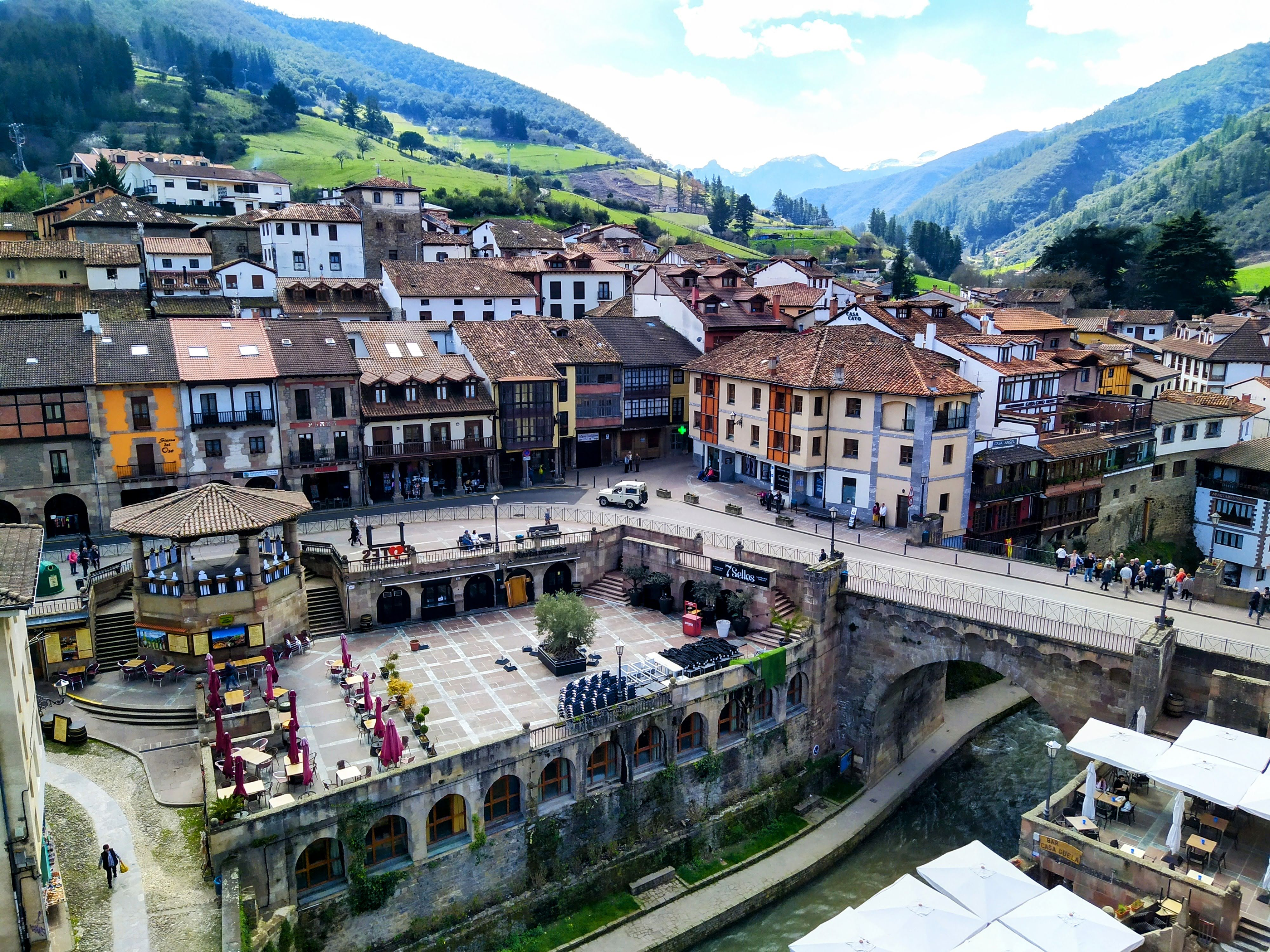
Vista del centro de la localidad de Potes.

Significativas y especiales son las características del poblamiento en Liébana. Sus condicionantes geográficos, ya descritos con anterioridad, han propiciado que presente un esquema organizativo más complejo que el del resto territorio cántabro. La comarca posee un número significativo de entidades de población que gravitan hacia Potes, la población más importante y nudo de comunicaciones sobre la que se articula el resto del espacio. 
En su conjunto los núcleos de población lebaniegos se asientan a lo largo de los pequeños valles del Deva, Quiviesa o Bullón pero con la característica de que frecuentemente estos no se sitúan en sus zonas más bajas y llanas sino que es habitual que se ubiquen a media ladera o incluso en las cumbres.

## Municipios de Cantabria

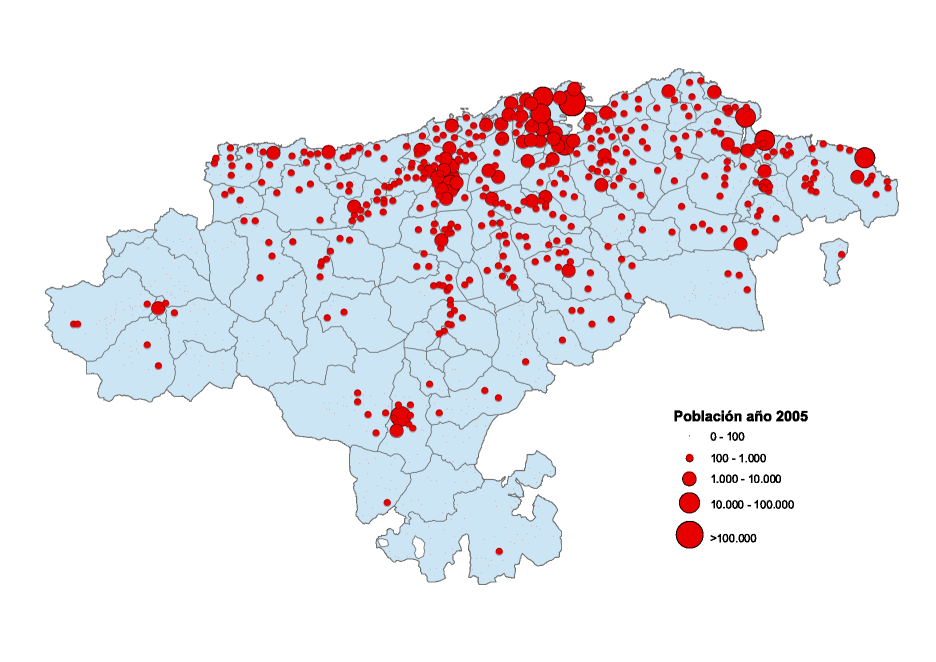
Mapa demográfico. Habitantes por núcleos de población en 2005.

### Los municipios más y menos poblados
En el año 2022 los municipios con más de 10 000 habitantes eran los siguientes:
1. Santander (171 693 habitantes).
2. Torrelavega (51 142 habitantes).
3. Castro-Urdiales (33 109 habitantes).
4. Camargo (30 374 habitantes).
5. Piélagos (26 279 habitantes).
6. El Astillero (18 153 habitantes).
7. Santa Cruz de Bezana (13 482 habitantes).
8. Laredo (10 967 habitantes).
9. Los Corrales de Buelna (10 703 habitantes).
10. Santoña (10 857 habitantes).

En ese mismo año, los municipios con menos de 400 habitantes eran:
1. Tresviso (54 habitantes).
2. Pesquera (79 habitantes).
3. Tudanca (150 habitantes).
4. San Miguel de Aguayo (154 habitantes).
5. Polaciones (216 habitantes).
6. Santiurde de Reinosa (242 habitantes).
7. Las Rozas de Valdearroyo (261 habitantes).
8. Anievas (267 habitantes).
9. Lamasón (258 habitantes).
10. Valle de Villaverde (266 habitantes).
11. Pesaguero (287 habitantes).
12. Valdeprado del Río (322 habitantes).
13. Peñarrubia (317 habitantes).
14. San Roque de Riomiera (337 habitantes).
15. Miera (391 habitantes).
16. Los Tojos (380 habitantes).

### Área metropolitana de Santander-Torrelavega
El área metropolitana de Santander-Torrelavega es una conurbación o conjunto de núcleos urbanos encabezados por las áreas urbanas de Santander (271 780) y Torrelavega (130 869), en la comunidad autónoma de Cantabria. Su población en 2013 fue de 402 649 habitantes, con una superficie de 664,3 km².
Este eje abarca la mayor parte de los servicios (como educación y sanidad, entre otros) y alberga la mayoría de las grandes empresas de la comunidad autónoma de Cantabria. Según la lista de las áreas metropolitanas que sobrepasaban en 2013 los 300 000 habitantes en España, dicha conurbación ocupa la 20.ª posición.

### El caso de Santander

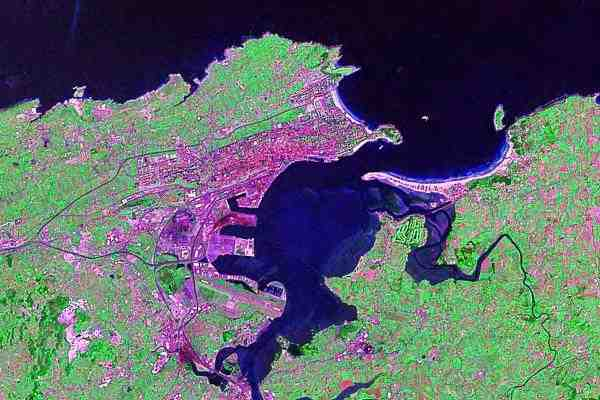
Imagen espectral de la bahía de Santander tomada por el satélite LandSat de la NASA.

En 2014 Santander tenía 176 064 habitantes, de los cuales 94 635 eran varones y 81 429 mujeres, por lo que el 29,9 % de la población total de la comunidad autónoma vivía en la capital en dicho año.
Santander ocupa el 37.º puesto en la lista de los municipios de más de 150 000 habitantes en España (con datos de 2013; ver tabla).
Su tendencia demográfica está prácticamente estancada desde 1981, debido a la caída de la natalidad y el leve incremento de la mortalidad por el elevado número de población adulta (en 1996 la edad media era de 40 años) es compensado por saldos migratorios positivos, fundamentalmente desde comienzos de los años 1990. Asimismo, la escasez de viviendas en la capital y sus altos precios ha traído parejo un desplazamiento de la población en edad fértil hacia los municipios de la periferia, en especial al denominado "Arco de la Bahía de Santander" de 259 158 habitantes y al eje conurbano Santander-Torrelavega de 383 360 habitantes.
Más del 70 % de la población activa trabaja en el sector terciario, por lo que la dependencia económica del comercio y los servicios es muy alta en Santander.
En 2007 Santander era una de las ciudades más seguras de España, con una tasa de delitos en los seis primeros meses de las más bajas del país (36,2 infracciones penales por cada 1000 habitantes frente a las 50 de la media nacional y las 70 de la Unión Europea).

### El caso de Torrelavega

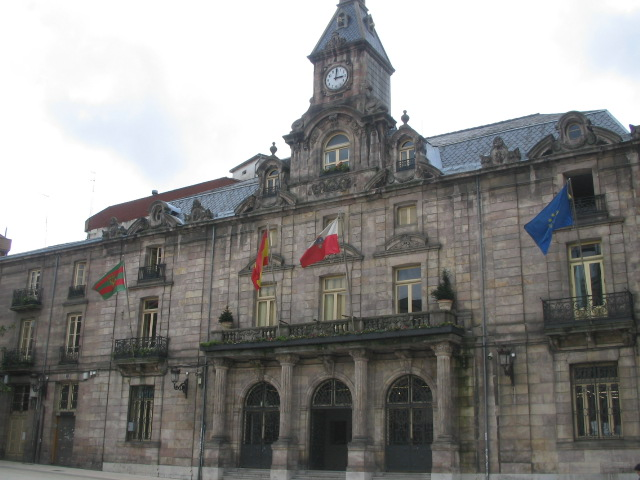
Ayuntamiento de Torrelavega.

La población del Torrelavega es de 54 827 habitantes según el padrón de 2013, de los cuales, 28 681 son mujeres y 26 146 son varones (INE 2013), por lo que un 9,3 % de los cántabros viven en Torrelavega, siendo este municipio el segundo más poblado de toda Cantabria. Su tendencia demográfica está prácticamente estancada desde 2000, debido a la baja natalidad, unida al progresivo envejecimiento de la población son compensados por flujos migratorios que, desde comienzos de los años 1990 y, principalmente, con destino a su periferia (en barrios como La Inmobiliaria), protagonizan no residentes latinoamericanos y de Europa del Este. 
Además, la escasez y consiguiente encarecimiento de las viviendas en el núcleo urbano se han reflejado en un proceso de periurbanización o desplazamiento de la población hacia los municipios de su entorno más cercano, como San Felices de Buelna, Cartes, Los Corrales de Buelna, entre otros.

### El caso de Castro-Urdiales
El caso de Castro-Urdiales es significativo. Aunque oficialmente su población de derecho es de 33 109 habitantes (INE 2022) lo que le convierte en el tercer municipio más poblado de Cantabria, debido a su proximidad con el área metropolitana de Bilbao su población de hecho (población flotante que aún no estando empadronada en el municipio reside en él regularmente) es mucho mayor que la población de derecho, superando los 60 000 habitantes. Por causa de esto, los servicios municipales de los que dispone el Ayuntamiento se ven desbordados por el incremento de la población en la época estival. El atractivo turístico de la zona es un factor determinante de este incremento.

### El caso de Reinosa
El caso de Reinosa es especialmente significativo porque es uno de los pocos núcleos urbanos importantes del interior de Cantabria, rondando los 10 000 habitantes. La característica principal de Reinosa es que ejerce como núcleo industrial y de servicios de la comarca de Campoo-Los Valles, una comarca muy alejada de la costa y del resto de núcleos urbanos y cuyos servicios se concentran en torno a Reinosa. A pesar de su importancia, la localidad sufre una disminución paulatina de su población desde hace décadas.

## Localidades más pobladas

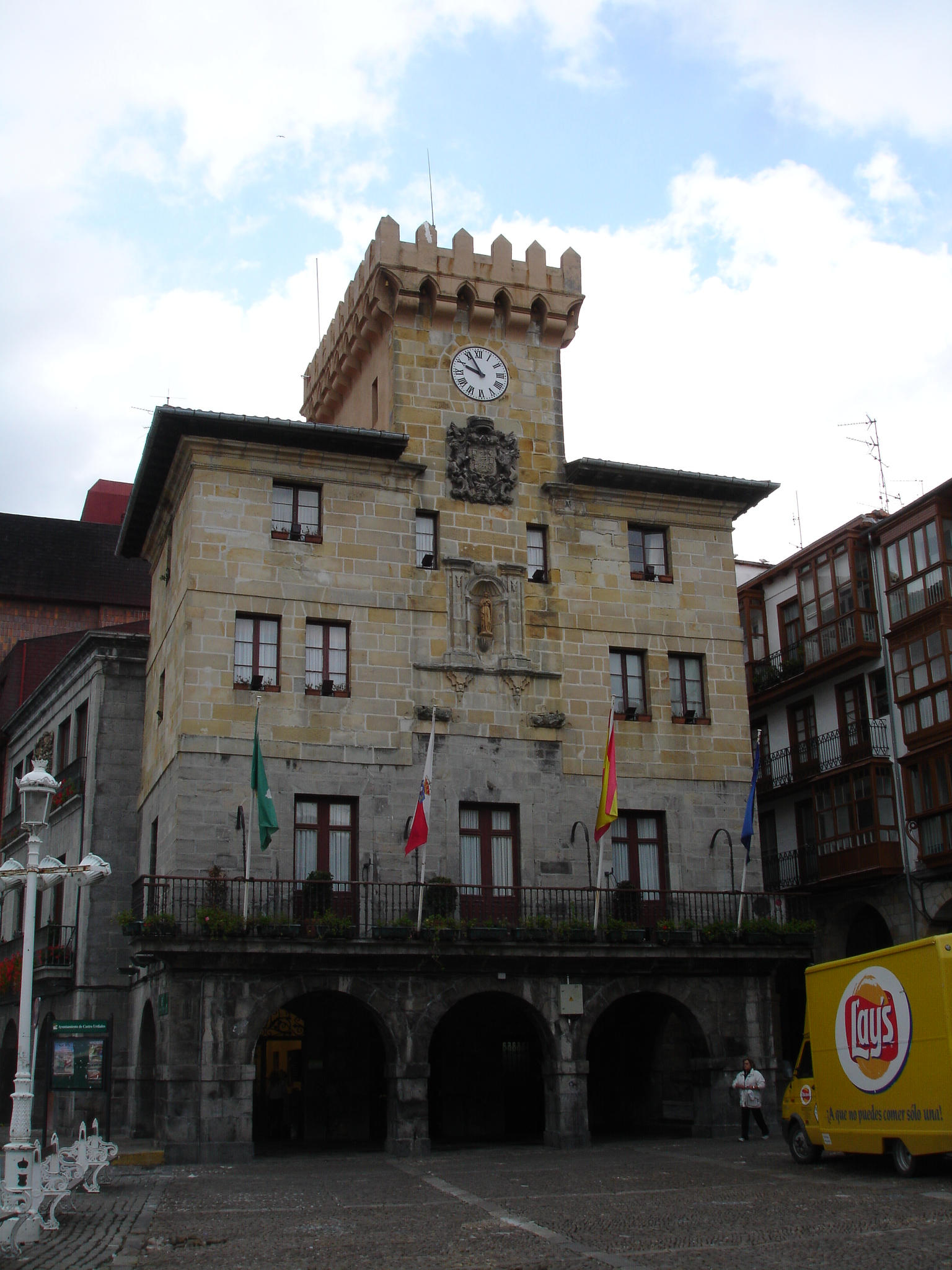
Ayuntamiento de Castro-Urdiales, tercera localidad y tercer municipio más poblado de Cantabria.

Las siguientes son las localidades de Cantabria con más del 5000 habitantes, según datos del INE de 2021:
1. Santander (126 823 hab.) del municipio de Santander.
2. Castro-Urdiales (26 102 hab.) del municipio de Castro Urdiales.
3. Torrelavega (24 770 hab.) del municipio de Torrelavega.
4. Peñacastillo ( 19 374 hab.) del municipio de Santander.
5. San Román de la Llanilla (14 187 hab.) del municipio de Santander.
6. Muriedas (12 381 hab.) del municipio de Camargo.
7. El Astillero (11 726 hab.) del municipio de El Astillero.
8. Santoña (10 741 hab.) del municipio de Santoña.
9. Los Corrales de Buelna (10 703 hab.) del municipio de Los Corrales de Buelna.
10. Laredo (10 349 hab.) del municipio de Laredo.
11. Campuzano (9 981 hab.) del municipio de Torrelavega.
12. Cueto (9664 hab.) del municipio de Santander.
13. Maliaño (9581 hab.) del municipio de Camargo.
14. Reinosa (8660 hab.) del municipio de Reinosa.
15. Colindres (8504 hab.) del municipio de Colindres.
16. Guarnizo (6432 hab.) del municipio de El Astillero.
17. Tanos (5905 hab.) del municipio de Torrelavega.
18. Renedo de Piélagos (5195 hab.) del municipio de Piélagos.
19. Suances (5144 hab.) del municipio de Suances.
20. Cabezón de la Sal (5136 hab.) del municipio de Cabezón de la Sal.
21. Santa Cruz de Bezana (5136 hab.) del municipio de Santa Cruz de Bezana.

## Histórico de la población de Cantabria

### Envejecimiento de la población

Crecimiento vegetativo en Cantabria por municipios en 2008. Datos (INE 2008-2009)
Disminución de población.
Aumento de población.

El despoblamiento y envejecimiento demográfico de la "Cantabria interior" viene estando presente en la región desde hace varias décadas. Las regiones del interior no gozan del atractivo turístico que supone la costa, o del impulso que supone la cercanía de los servicios de la capital Santander.
La mayoría de las localidades del sur de la comunidad autónoma sufren una fortísima caída de la natalidad, el estancamiento de la mortalidad en valores altos como consecuencia del progresivo envejecimiento de la población y los saldos vegetativos y migratorios constantemente negativos. A excepción de Reinosa, el resto de municipios del interior de Cantabria no superan los 10 000 habitantes.
A pesar de ello, y en comparación con otras comunidades autónomas, Cantabria presenta un porcentaje menor de población mayor de 65 años que Castilla y León (22,60 %), Asturias (21,96 %), Galicia (21,48 %) y Aragón (20,47 %), según datos del INE de 2006.

### Crecimiento sostenido
La población cántabra inicia, en el siglo XVIII, una fase de crecimiento sostenido que ya no se interrumpe hasta la década de 1990. Si en la primera mitad de la centuria se advierte un saneamiento demográfico, en la segunda el impulso es claro en toda la región.
Tal incremento guarda una estrecha relación con el aumento de los indicadores económicos, y sobre todo, de la producción agrícola, aunque las estructuras económicas y sociales siguen siendo las propias del Antiguo Régimen.
No es extraño, pues, que cuando se llega al límite que permite el régimen de economía antigua, y al no existir mutaciones cualitativas, la población montañesa se vea obligada a frenar su ritmo.
Esto es lo que sucede a partir de los últimos decenios del siglo XVIII. En esta época reaparecen con fuerza los viejos correctivos (crisis de subsistencias), encargados de acompasar población y recursos. Bien ilustrativos de ello son las crisis de 1789, 1804 y 1811, por citar algunos ejemplos. No hay que olvidar tampoco los efectos devastadores de la Guerra de la Independencia en la región, así como el alcance de la emigración.
Las tasas de crecimiento en el primer tercio del siglo XIX (siempre inferiores a las del país en su conjunto y similares a otros lugares de la Cornisa Cantábrica) no acaban de recuperarse hasta después de la Guerra Carlista, y no por efecto de ésta. Es desde mediados del siglo cuando el comportamiento demográfico montañés se despega definitivamente de Castilla. La década de los años sesenta del siglo XIX representa para Cantabria uno de los momentos más brillantes de su desarrollo económico, manifestado en el control del comercio cerealístico antillano, en la inauguración del ferrocarril de Alar a Santander, en la construcción del canal de Castilla, en el desarrollo del tráfico de cabotaje, asó como la existencia de algunos ensayos aún muy tímidos de especialización agrícola. Estos son los fenómenos que están en la base del crecimiento de la población.

### Revolución demográfica
Durante el primer tercio del siglo XX se consolidan los cambios en la estructura y comportamiento de la población cántabra, insinuados tímidamente desde finales del siglo XVIII en algunos lugares.
La natalidad, que siempre se había mantenido en un tono elevado, no desciende hasta la segunda década de la centuria actual. En cambio la mortalidad sí que había iniciado su tendencia a la caída mucho antes, pero todavía a mediados del siglo XIX las tasas de mortalidad infantil eran demasiado elevadas.
En vísperas de la Guerra Civil la tasa regional de mortalidad había traspasado el umbral de los 15 por mil, en el decenio 1921-1930 la tasa de mortalidad infantil se quedó en 3,78 por mil. En otras palabras, al finalizar el primer tercio del siglo XX, Cantabria había visto realizada, por fin la revolución demográfica. Las causas, según citan los expertos, serían el mejoramiento de las condiciones sanitarias, el progreso industrial y la especialización en gran parte del campo montañés y los avances en la medicina.

## Gráfico de población 1900-2010
| Gráfica de evolución demográfica de Demografía de Cantabria entre 1900 y 2020 |
|                                                                               |

## Gráfico de población 1990-2016
| Gráfica de evolución demográfica de Demografía de Cantabria entre 1990 y 2020 |
|                                                                               |